# Leptocolea scabriflora
Leptocolea scabriflora là một loài Rêu trong họ Lejeuneaceae. Loài này được (Gottsche ex Stephani) A. Evans mô tả khoa học đầu tiên năm 1911.